# Dirge of Cerberus: Final Fantasy VII
Dirge of Cerberus: Final Fantasy VII (ダージュ オブ ケルベロス -ファイナルファンタジーVII -Dāju obu Keruberosu -Fainaru Fantajī Sebun-) là một game bắn súng góc nhìn thứ ba hành động nhập vai được hãng Square Enix đồng phát triển và phát hành vào năm 2006 cho hệ máy PlayStation 2. Đây là một phần của sê-ri đa phương tiện Compilation of Final Fantasy VII, bộ sưu tập đa phương tiện nằm trong vũ trụ của tựa game nổi tiếng năm 1997 Final Fantasy VII. Game lấy bối cảnh ba năm sau các sự kiện xảy ra trong bản gốc, và tập trung vào một trong những nhân vật chơi được trong game là Vincent Valentine. Trong phần chơi chính, Vincent là đối tượng săn đuổi của Deepground, một tổ chức bí ẩn có kế hoạch đánh thức một sinh vật tên gọi Omega, với khả năng tiêu diệt cả Planet.
Là tựa game bắn súng đầu tiên trong dòng Final Fantasy, đội ngũ nhân viên làm game đã gặp phải nhiều vấn đề trong suốt quá trình phát triển, dù nhà sản xuất Kitase Yoshinori đã dựa trên kinh nghiệm nhiều thách thức, và thêm vào các yếu tố nhập vai để khiến game trở nên thú vị hơn cho các fan truyền thống của sê-ri chính. Đến khi Dirge of Cerberus được phát hành bên ngoài Nhật Bản, một số khía cạnh của lối chơi đã được sửa đổi để làm cho nó hấp dẫn hơn. Một bản chơi trên điện thoại di động cũng được phát hành vào năm 2006, trong khi vào năm 2008, Square đã tái xuất bản tựa game này ở Nhật Bản với những bản cập nhật dành cho các phiên bản phương Tây. Dù trò chơi đã bán được 1,5 triệu bản trên toàn thế giới kể từ năm 2011, thì game lại nhận được một phản ứng trái chiều từ giới phê bình.

## Bối cảnh

Những nhân vật có mặt trong Dirge of Cerberus.

Dirge of Cerberus tập trung vào Vincent Valentine, nhân vật chính có thể điều khiển được, mặc dù người chơi còn có thể điều khiển Cait Sith ở một màn duy nhất. Các đối thủ chính trong game là các thành viên của một tổ chức có tên gọi Deepground, đang lên kế hoạch sử dụng một sinh vật gọi là Omega nhằm tiêu diệt tất cả sự sống trên Planet. Những thành viên cấp cao nhất được biết đến với cái tên Tsviets (ツヴィエート Tsuviēto), và thủ lĩnh của họ là Weiss the Immaculate (純白の帝王ヴァイス Junpaku no Teiō Vaisu, lit. "Weiss the Immaculate White Emperor"). Thành viên cấp cao thứ hai là em trai của Weiss, Nero the Sable (漆黒の闇ネロ Shikkoku no Yami Nero, lit. "Nero the Jet-black Darkness"), kẻ chỉ huy Deepground tham chiến. Các thành viên khác của Tsviets bao gồm Rosso the Crimson (朱のロッソ Aka no Rosso), Shelke the Transparent (無色のシェルク Mushoku no Sheruku) và Azul the Cerulean (蒼きアスール Aoki Asūru).
Phần chơi trực tuyến chỉ có trong phiên bản tiếng Nhật, cũng giới thiệu một nhóm gọi là Restrictors, cựu lãnh đạo của Deepground trước khi Weiss tiếp quản. Thủ lĩnh của Restrictors đã cấy các vi mạch vào trong cuống não của tất cả những người lính Deepground để đảm bảo họ không bao giờ phản lại nhóm. Tuy nhiên, Weiss đã vượt qua được phương pháp kiểm soát này, và Tsviets đã đoạt lấy quyền kiểm soát từ tay Restrictors. Dù Weiss tỏ ra thành công trong việc lật đổ Restrictors, thế nhưng thủ lĩnh của Restrictors đã có thể cấy ghép một loại virus vào dòng máu của Weiss.

## Cốt truyện
Trò chơi bắt đầu suốt trong giai đoạn cao trào của Final Fantasy VII. Khi Vincent và Yuffie Kisaragi giúp sơ tán Midgar, sắp sửa bị hủy diệt bởi phép thuật Thiên thạch của Sephiroth, Vincent tìm thấy cơ thể của Giáo sư Hojo nằm bất động trước bàn điều khiển pháo Sister Ray. Sau một tia chớp, thân hình của Hojo dường như biến mất, và trước khi Vincent có thể lần ra manh mối, ngọn pháo chợt phát nổ, buộc Vincent phải bỏ trốn với Yuffie.
Ba năm sau, Vincent ở trong thị trấn Kalm đang bị một nhóm các tên lính bí ẩn tấn công. Vincent, với sự trợ giúp của đồng đội cũ là Reeve Tuesti thuộc World Regenesis Organization (WRO), một tổ chức chuyên giúp đỡ hành tinh phục hồi lại từ sau các sự kiện diễn ra trong Final Fantasy VII, chiến đấu với những tên lính này và buộc chúng rút lui, nhưng không kịp ra tay trước khi nhiều cư dân của thị trấn bị bắt, và nhiều người khác bị giết.
Reeve giải thích với Vincent rằng đám lính đó là thành viên của Deepground, một tổ chức quân sự được tạo ra như là một phần của hoạt động bí mật của Shinra để tạo ra chủng loại siêu lính siêu cải tiến. Vincent nhanh chóng biết được anh là một trong những mục tiêu chính của Deepground, bởi vì anh vô tình sở hữu "Protomateria", một chất mà anh sử dụng để kiểm soát gen "Chaos" ẩn bên trong người mình. Deepground tuyên bố họ cần Protomateria để kiểm soát "Omega". Theo các bảng chữ cổ xưa được phát hiện vài năm trước đây, Chaos và Omega có một mối quan hệ không rõ ràng nhưng quan trọng, với Chaos được mô tả là "bề trên của Omega lên đến các tầng trời cao cả." Gen Chaos đã được tiêm vào người Vincent cách đây hơn ba mươi năm bởi nhà khoa học Lucrecia Crescent, trợ lý nghiên cứu của Hojo, người mà Vincent thầm yêu trộm nhớ.
Nhằm tìm kiếm câu trả lời, Vincent đi đến thị trấn Nibelheim, nơi Lucrecia nghiên cứu Omega và Chaos. Trong lúc ở phòng thí nghiệm của Lucrecia, Vincent bị dính vào trận phục kích của Rosso the Crimson, kẻ đã lấy cắp Protomateria nhưng xém tí nữa thì giết được Vincent nhờ sự có mặt của Yuffie. Khi họ trở lại trụ sở của WRO, họ nhận thấy Deepground đã tấn công căn cứ. Tuy nhiên, thành viên của Deepground là Shelke the Transparent đã bị WRO bắt cóc, và tiết lộ rằng cô ấy có mối liên kết nội bộ tiếp hợp ký ức của Lucrecia, do đó cho phép WRO hoàn thành công trình nghiên cứu của Lucrecia về Omega. Chị gái của Shelke, Shalua Rui, một nhà khoa học cấp cao của WRO, nhanh chóng phát hiện ra rằng Omega là một WEAPON, sẽ hoạt động ngay khi Planet cảm nhận được mối đe dọa đến nhân loại (giống như WEAPONs được kích hoạt trong bản gốc Final Fantasy VII). Tác dụng của Omega là hấp thụ Lifestream từ Planet rồi sau đó di chuyển sang một hành tinh khác, khiến cho cư dân chết dần chết mòn. Deepground có kế hoạch sát hại một số lượng lớn người cùng một lúc để "lừa" hành tinh này kích hoạt Omega sớm hơn dự tính.
Vincent và WRO khởi động một cuộc tấn công toàn diện vào trụ sở Deepground ở Midgar. Trong khi nhóm của Reeve đang chiến đấu với đám lính Deepground và cố gắng phá huỷ các lò phản ứng Mako đóng vai trò như một phương tiện dùng để hồi sinh Omega, Vincent sẽ tới trung tâm hoạt động của Deepground để đối đầu với Weiss. Anh ta rất ngạc nhiên khi thấy Weiss ngã gục trên ghế, chết từ lúc nào rồi mà không ai hay biết. Tuy nhiên, khi Omega bắt đầu xuất đầu lộ diện, Weiss dường như hồi sinh trở lại và đối mặt với Vincent. Nó tiết lộ rằng Weiss bị Hojo chiếm hữu thân xác; trước khi Hojo bị giết chết trong Mako Cannon 3 năm trước kia, ông ta đã đưa ý thức của mình hòa vào Worldwide Network, sau đó đoạt lấy cơ thể của Weiss trong khi anh đang tìm cách lần ra phương pháp chữa trị chất độc mà Restrictors lây nhiễm sang khắp người mình. Hojo/Weiss và Vincent giao chiến kịch liệt đến phút cuối cùng. Đột nhiên Nero, kẻ từng bị Vincent đánh bại trước đây, hiện ra từ Lifestream và tiêu diệt Hojo. Nero sau đó hợp nhất với Weiss để giúp anh ta dính vào Omega, giống như Vincent đã hợp nhất với Chaos.
Trong lúc WRO tiếp tục chiến đấu với tàn quân của Deepground, Vincent biến thành Chaos trong một nỗ lực tuyệt vọng nhằm đánh bại Omega Weiss. Shelke đi sâu vào bên trong Omega để kiếm Protomateria của Lucrecia, và khi tìm ra nó, cô đưa nó cho Vincent, cũng nói với anh rằng sự sống sót của anh đã khiến Lucrecia hạnh phúc. Vincent sau đó kiểm soát Chaos và lao vào tấn công Omega. Omega mọc cánh và cố bay ra khỏi hành tinh này, nhưng Vincent đã kịp thời tiêu diệt nó, rồi biến mất trước sự ngỡ ngàng của đám đông. Một tuần sau, anh tới viếng thăm ngôi mộ tinh thể của Lucrecia nằm trong khu Crystal Cave. Anh nói rằng cả Chaos và Omega đều quay trở về Planet, và anh cảm ơn Lucrecia vì lý do mà anh còn sống tới giờ. Sau đó Shelke tìm thấy anh bên ngoài hang động, và cô nói với anh ta rằng mọi người đang chờ đợi anh.
Trong phần kết thúc bí mật của trò chơi, "G", một chiến binh huyền thoại với những mối quan hệ khó hiểu với Deepground, tỉnh dậy dưới đống đổ nát của Midgar. Anh ta tìm thấy xác của Weiss, và mang theo bên mình. Anh ta nói với kẻ đã chết Weiss, "Giờ chưa phải là lúc để ngủ. Chúng ta vẫn còn nhiều việc phải làm... Người anh em của tôi." Sau đó anh ta mọc đôi cánh lớn màu đen và bay vào ban đêm mang Weiss theo cùng. Crisis Core Ultimania, đưa ra lời giải thích rằng "G" (Genesis) đã trở lại từ giấc ngủ ba năm của mình để bảo vệ Planet.

## Lối chơi

Vincent sử dụng phép thuật sấm sét gây tổn hại hai đối thủ cùng một lúc.

Dirge of Cerberus  thuộc thể loại game bắn súng góc nhìn thứ ba hành động nhập vai. Trận chiến xảy ra trong thời gian thực, với thông tin hiển thị HUD như điểm sát thương và điểm ma thuật của Vincent, vật phẩm và số lượng hiện đang được chọn, và một ống ngắm để hỗ trợ bắn trúng mục tiêu. Hành động này được nhìn từ góc nhìn ngang vai tương tự như Resident Evil 4, dù người chơi có thể chuyển đổi sang góc nhìn thứ nhất nếu muốn. Việc đánh bại kẻ thù mang lại EXP, và khi kết thúc mỗi màn chơi, người chơi có thể sử dụng EXP để nâng cấp, tăng chỉ số của Vincent hoặc chuyển nó sang Gil (đồng tiền trong game), sau đó có thể dùng để mua đồ và nâng cấp trang thiết bị.
Không giống như Final Fantasy VII, khi một nhân vật có thể trang bị cho ba loại thiết bị (vũ khí, áo giáp và phụ kiện), thiết bị của Vincent chỉ bao gồm duy nhất thứ vũ khí của anh, có thể góp phần nâng hạng áo giáp và tăng cường các chỉ số của nhân vật chính thông qua việc tùy biến. Vincent có ba loại súng cơ bản sẵn có bên mình; một khẩu súng lục ba nòng gọi là Cerberus, một khẩu súng trường gọi là Hydra, và một khẩu súng máy gọi là Griffon. Ngoài ra còn có một số nòng khác nhau có trong game; ngắn, thường và dài, với nòng dài hơn cho phép nhắm bắn mục tiêu tầm xa dễ dàng hơn, nhưng làm giảm tốc độ di chuyển của Vincent do trọng lượng của chúng. Phụ kiện có thể gắn vào vũ khí, bao gồm phạm vi bắn tỉa, phép thuật có thể tăng khả năng phòng thủ của Vincent và giảm trọng lượng của súng (và nhiều thứ khác), và chất liệu, cho phép các loại phép thuật có đặc tính đặc biệt sử dụng điểm ma thuật của Vincent. Năng lực đạn dược cũng có thể tăng lên thông qua việc nâng cấp.
Limit Break của Vincent trở lại từ bản gốc Final Fantasy VII. Hai mẫu có sẵn trong Dirge of Cerberus; Galian Beast mà nhân vật chính dùng để biến đổi thành một sinh vật lớn với tốc độ và sức mạnh được tăng cường kéo dài trong 30 giây. Thứ hai là Chaos, là hình dạng mạnh nhất của Vincent, chỉ có trong màn cuối cùng của trò chơi và không được tùy chọn.

## Phát triển
Khi bộ phim Final Fantasy VII: Advent Children đã bắt đầu phát triển, đội ngũ nhân viên của Square Enix đều đồng ý rằng một sản phẩm từ Compilation of Final Fantasy VII không đủ để bao quát toàn bộ thế giới Final Fantasy VII, và do vậy Before Crisis: Final Fantasy VII, Dirge of Cerberus và Crisis Core: Final Fantasy VII được hình thành để nắm bắt nhiều khía cạnh hơn. Không có một tuyên bố chính thức từ Square về thể loại game, nhiều ấn phẩm và giới game thủ đã suy đoán rằng đây sẽ là một trò chơi hành động tương tự như dòng Devil May Cry. Tuy nhiên, vào năm 2004, nhà thiết kế nhân vật Nomura Tetsuya đã phủ nhận điều này, và tuyên bố rằng thể loại này sẽ gây bất ngờ cho giới game thủ. Nhà sản xuất Kitase Yoshinori đã quyết định sản phẩm này là một tựa game bắn súng dựa trên tình yêu của anh dành cho thể loại bắn súng góc nhìn thứ nhất và thách thức dành cho các nhà phát triển cuối cùng sẽ nâng cao kỹ năng của họ. Ông nói rằng các yếu tố nhập vai được bổ sung ngay khi công đoạn thiết kế tựa game hành động thuần túy ít hấp dẫn hơn đối với các nhà phát triển.
Vincent được chọn làm nhân vật chính trong game do phạm vi mở rộng sườn truyện của anh, vẫn còn rất mơ hồ trong Final Fantasy VII. Thực tế là vũ khí chính của Vincent là một khẩu súng cũng được tạo dựng theo ý muốn của nhóm phát triển để tạo ra một trò chơi mang tính hành động nhiều hơn. Trước khi củng cố hóa nguyên bộ Compilation of Final Fantasy VII, nhóm phát triển ban đầu đã xem xét sử dụng các nhân vật xạ thủ khác trong dòng Final Fantasy, chẳng hạn như Barret Wallace của Final Fantasy VII, Irvine Kinneas của Final Fantasy VIII hoặc Yuna của Final Fantasy X-2. Tuy nhiên, sau khi phát hành Before Crisis và Advent Children, và với việc mở rộng thần thoại Final Fantasy VII, họ đã nhất trí chọn Vincent.
Nhà thiết kế nhân vật chính cho trò chơi, Nomura Tetsuya, cũng đảm nhận công việc này trên cả Final Fantasy VII và Final Fantasy VII: Advent Children. Tsviets được thiết kế với ý tưởng tạo ra cảm giác cân bằng cho các chiến binh mà người chơi đã từng quen thuộc; chủ yếu là Vincent, Cloud Strife và Sephiroth. Nomura ban đầu đã nghi ngờ khi thiết kế quần áo bình thường của Shelke cho đến cuối game, nhưng anh cảm thấy điều quan trọng là cô ấy xuất hiện trong bộ đồng phục để cho thấy cô ấy thật sự được tự do khỏi Deepground. Nhân vật G được xây dựng dựa trên hình mẫu nam ca sĩ và diễn viên người Nhật Gackt, người đã viết và trình diễn hai bài hát chủ đề trong game, và lồng tiếng G trong phiên bản tiếng Nhật của trò chơi. Hideki Imaizumi, nhà sản xuất của Crisis Core, khá là thích thú vai trò bí ẩn của G rất nhiều, anh quyết định mở rộng nhân vật của mình trong tựa game này. Nhân vật Lucrecia Crescent, vốn chỉ xuất hiện ngắn ngủi trong một nhiệm vụ tùy chọn từ bản game gốc, đã được thiết kế lại để mang đến cho cô một diện mạo tương tự với con trai của cô, Sephiroth, dựa trên chân dung từ sách hướng dẫn và tranh vẽ của người hâm mộ. Reeve Tuesti cũng được thiết kế lại, vì nhân vật này chỉ xuất hiện trong một thời gian ngắn từ bản game gốc như là chính mình chứ không còn thông qua Cait Sith nữa.
Dirge of Cerberus được công bố lần đầu tiên vào tháng 9 năm 2004 và dự kiến phát hành tại Nhật vào năm 2005. Trang web chính thức của trò chơi được đưa lên mạng vào tháng 4 năm 2005. Tháng 5, Nomura tuyên bố rằng một số trích đoạn trong trò chơi sẽ được tiết lộ trong kỳ E3 năm đó. Tuy vậy, chẳng có bản demo nào được trình chiếu tại E3, vì đội ngũ nhân viên vẫn đang cố gắng khắc phục một số vấn đề với phần điều khiển trong game. Vào tháng 9, chương trình thử nghiệm beta đã được hoãn vô thời hạn. Ước tính công việc hoàn thành được 60%, công ty tuyên bố nếu thử nghiệm beta bắt đầu với trạng thái hiện tại của trò chơi, họ sẽ không thể sử dụng đầy đủ những nhân viên thử nghiệm beta.
Phiên bản Bắc Mỹ và châu Âu của Dirge of Cerberus đã nhận được một cuộc chỉnh sửa lớn vì các nhà phát triển không hoàn toàn hài lòng với phiên bản tiếng Nhật cuối cùng của game. Họ cũng muốn làm cho game đi theo hướng chơi đơn và vì vậy họ đã bỏ phần hỗ trợ chơi trực tuyến nhiều người chơi, chủ yếu là do sự thiếu phổ biến của PlayOnline bên ngoài Nhật Bản, và thiếu sự hỗ trợ PS2 HDD trong các nhiệm vụ bản Bắc Mỹ từ mục chơi mạng được thực hiện lại thành các nhiệm vụ bí mật mở khóa trong các phiên bản tiếng Anh của trò chơi, mặc dù không có câu chuyện bổ sung nào được đưa vào trong mục chơi mạng bản tiếng Nhật như trong các phiên bản tiếng Anh. Mục chơi Easy Mode, ban đầu được giới thiệu trong phiên bản tiếng Nhật để hỗ trợ người chơi chưa từng quen thuộc với dạng game bắn súng, cũng đã được gỡ bỏ. Vào ngày 11 tháng 9 năm 2008, phiên bản tiếng Anh đã được phát hành ở Nhật với tên gọi Dirge of Cerberus: Final Fantasy VII International (ダージュ オブ ケルベロス -ファイナルファンタジーVII- インターナショナル Dāju obu Keruberosu -Fainaru Fantajī Sebun- Intānashonaru), một phần của đội hình Ultimate Hits của Square.

## Âm thanh
Nhạc nền cho game được sáng tác bởi Hamauzu Masashi. Ca sĩ và diễn viên người Nhật Gackt đã viết và trình diễn hai bài hát chủ đề, "Longing" và "Redemption". Về bài hát kết thúc chủ đề "Redemption", ban đầu nhóm nhân viên dự tính sẽ là một bản ballad, nhưng Gackt đã quyết định biến nó thành một bản nhạc rock. Khi nghe ý kiến của Gackt, cả nhóm đều hài lòng với hướng đi mà anh đã làm. Bộ CD soundtrack, Dirge of Cerberus: Final Fantasy VII Original Soundtrack, được phát hành vào ngày 15 tháng 2 năm 2006 tại Nhật Bản. Bao gồm hai đĩa CD, nhạc nền dài tới 53 bản nhạc. Phiên bản giới hạn của soundtrack bao gồm hộp đựng "Cerberus Complete Case" được thiết kế để chứa soundtrack cùng với đĩa game PS2 Dirge of Cerberus: Final Fantasy VII và phiên bản giới hạn đĩa đơn của Gackt dành cho game gọi là "Redemption". Đĩa đơn này đã được phát hành vào ngày 25 tháng 1 năm 2006. Phiên bản giới hạn cũng được phát hành với hai đoạn video clip "Redemption"; video âm nhạc mang tính quảng cáo của Gackt, và một video luân phiên sử dụng các đoạn phim lấy từ trong game.
Một bản soundtrack bổ sung đã được phát hành thông qua dịch vụ iTunes của Nhật Bản và trang tải nhạc Square-Enix Music Download vào ngày 22 tháng 8 năm 2006. Được gọi bằng cái tên Dirge of Cerberus: Final Fantasy VII Multiplayer Mode Original Sound Collections, album này bao gồm 27 bản nhạc, gồm vài ca khúc từ phần chơi đơn không có trong soundtrack chính thức, cũng như tất cả các bản nhạc gốc được sáng tác cho chế độ nhiều người chơi và hai bài hát mới được Yamazaki Ryo sáng tác cho bản phát hành ở Bắc Mỹ.

## Đón nhận
Dirge of Cerberus: Final Fantasy VII đã phát hành 392.000 bản trong tuần đầu tiên. Vào ngày 31 tháng 8 năm 2008, Square Enix thông báo rằng đã có 460.000 bản được bày bán ở Bắc Mỹ và 270.000 bản tại châu Âu. Tính đến tháng 11 năm 2008, hơn 513.000 bản game đã được bán hết chỉ ở Nhật Bản. Tháng 7 năm 2006, Dirge of Cerberus nằm trong danh mục Vàng những game bán chạy hàng đầu của Sony (danh mục Vàng bao gồm bất cứ các trò chơi gì bán được từ 500.000 đến 1 triệu bản).
Sau khi phát hành tại Nhật Bản, trò chơi nhận được nhiều bài đánh giá trái chiều. Tạp chí game Dengeki PS2 đã trao cho game số điểm 313/400, trong lúc Famitsu chấm cho số điểm thấp hơn là 28/40.
Dirge of Cerberus nhận được những nhận xét trái chiều tương tự từ giới phê bình nước Anh. GameSpot nói rằng Dirge of Cerberus "có một vài khoảnh khắc thú vị và thậm chí thích thú, nhưng cuối cùng sẽ để lại những fan hâm mộ game hành động và người hâm mộ Final Fantasy cảm thấy chưa được thỏa mãn." Dù nói Dirge of Cerberus chưa hẳn là "sản phẩm hay nhất sử dụng vũ trụ Final Fantasy VII," IGN đã gọi đó là "một tựa game kha khá với câu chuyện hùng tráng và thỉnh thoảng làm bùng lên những phát bắn lôi cuốn." 1UP.com cho game một điểm D+, chỉ trích trí thông minh của đối thủ và kịch bản yếu kém, và gán cho câu chuyện cái vẻ "nhàm chán." Những người đánh giá từ Electronic Gaming Monthly đã trao cho nó một điểm C, với Shane Bettenhausen nói rằng ông đã tìm thấy tất cả các tác phẩm trong bộ Compilation of Final Fantasy VII chưa được hấp dẫn cho lắm. Eurogamer phát hiện ra rằng Dirge of Cerberus là một "canh bạc đầy rủi ro" của Square Enix, vì là tựa game bắn súng đầu tiên của họ và ông đã chỉ trích trên thực tế là hầu hết các nhân vật chính trong game đều có thể tùy chọn trong Final Fantasy VII hoặc chỉ có những vai nhỏ. GameSpy đã thưởng cho game một số điểm "tốt lành" 3/5 sao, gọi lối chơi và cốt truyện của nó là thú vị, nhưng chỉ ở các khía cạnh chung chung. GameTrailers đã ca ngợi cốt truyện của trò chơi, nhìn thì trông "phức tạp nhưng vô cùng ấn tượng trong phạm vi của nó." Họ còn ca ngợi những thay đổi Square đã làm cho các phiên bản phương Tây, nhưng đã phát hiện game trông rất giống với Devil May Cry, và cảm thấy rằng trò chơi đã không tận dụng tốt các khả năng của Vincent. Trong khi những đoạn phim cắt cảnh và thiết kế CGI cũng nhận được những nhận xét tích cực, sự thiếu hụt nhiều loại kẻ địch đã bị chỉ trích. Chương trình đánh giá game của G4, X-Play, đã đưa ra một nhận định tiêu cực, với 2/5 sao, trích dẫn thiết kế nghèo nàn, cách chơi yếu kém, quá nhiều đoạn phim cắt cảnh và AI tệ hại. Tại GameRankings, trò chơi nắm giữ số điểm là 60%. Điểm kết hợp từ Metacritic là 57/100 dựa trên 51 bài đánh giá.

## Bản điện thoại di động
Dirge of Cerberus Lost Episode: Final Fantasy VII (ダージュ オブ ケルベロス ロスト エピソード -ファイナルファンタジーVII- Dāju obu Keruberosu Rosuto Episōdo -Fainaru Fantajī Sebun-) do Square Enix và Ideaworks3D đồng phát triển, và được Square Enix phát hành. Được tiết lộ tại E3 năm 2006, trò chơi đã được phát hành vào ngày 22 tháng 8 năm 2006 ở Bắc Mỹ và ngày 26 tháng 7 năm 2007 tại Nhật Bản. Ban đầu chỉ có trên điện thoại Amp'd Mobile, trò chơi sau đó được cung cấp trên mạng V Cast của Verizon. Nó cũng được công bố là tựa game hàng đầu cho chiếc điện thoại nắp gập FOMA 903i của hãng NTT DoCoMo trong Tokyo Game Show 2006. Game lúc đầu chỉ có duy nhất mục chơi đơn, với chức năng chơi nối mạng được giới thiệu vào một ngày sau đó. Lost Episode liên quan đến chương bị mất tích của Dirge of Cerberus thay thế giữa hai sự kiện của bản chính.
IGN đã khen là "khá tốt", trao cho game số điểm 6.7/10, lập luận rằng đồ họa không phù hợp với điện thoại di động, gây ra một cảm giác mất cân bằng.